# Sceloporus siniferus
Sceloporus siniferus är en ödleart som beskrevs av  Cope 1870. Sceloporus siniferus ingår i släktet Sceloporus och familjen Phrynosomatidae. IUCN kategoriserar arten globalt som livskraftig. Inga underarter finns listade i Catalogue of Life.